# エマズウィッシュ物語
エマズウィッシュ物語（エマズウィッシュものがたり）とは、日本中央競馬会（JRA）のCMである。

## 概要
JRAでは毎年ブランドCMを放映していて、2013年は「エマズウィッシュ物語」を放映している。2014年も引き続き放映する。

## ストーリー
競走馬が多くの人々の期待や夢を背負って成長し競馬場を走る様子を、「エマズウィッシュ」と名づけられた牝馬の生涯を通じて描く。

## CMパターン
- 全編（120秒）
- 前編・後編（各60秒）
- 第一章・第二章・第三章・第四章（各30秒）

## バックストーリー
JRAホームページに、物語の裏側を紹介した「バックストーリー」が公開されている。

## エピソード
2012年11月にオーストラリアでレースシーンが撮影された。オーストラリアで撮影したものと日本の競馬場の背景を合成している。

## 楽曲
- 作詞・作曲　小田和正
- 曲名　彼方